# Чу (співачка)
Кім Джіу (кор. 김지우; нар. 20 жовтня 1999, Чхонджу, Південна Корея), професійно відома під мононімом Чу (кор. 츄) — південнокорейська співачка та телеведуча. Вона колишня учасниця жіночого гурту Loona та його підрозділу yyxy.

## Раннє життя
Кім Джіу народилася 20 жовтня 1999 року в Чхонджу, провінція Північний Чхунчхон, Південна Корея. Вона старша з трьох дітей у сім'ї, має двох молодших братів. На прослуховуванні вона заспівала «Halo» Бейонсе. Її сценічне ім'я «Чу» походить від швидкого вимовлення її імені. Джіу закінчила початкову школу Сает-бьоль (кор. 샛별초등학교) у Чхонджу і середню школу Сан-нам (кор. 산남중학교).

## Кар'єра

### Loona

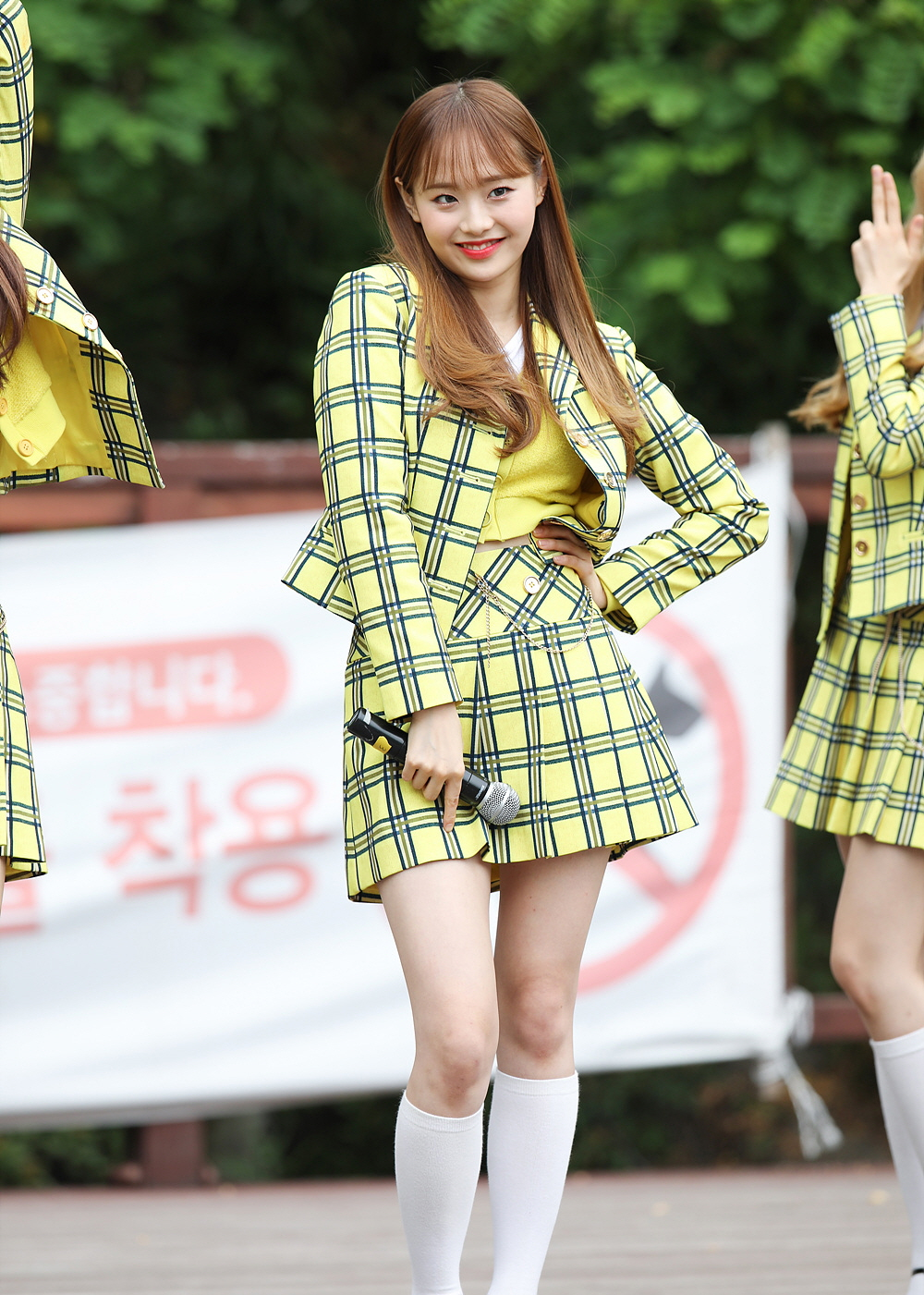
Чу виступає як учасниця Loona yyxy на фанатській мінізустрічі Inkigayo 10 червня 2018 року

14 грудня 2017 року Чу стала десятою учасницею корейської жіночої айдол-групи Loona. У рамках переддебютної стратегії випуску гурту 28 грудня вона випустила свій однойменний сингл-альбом із заголовним треком «Heart Attack». Chuu досяг 8 місця в чарті Gaon Album Chart. Чу була представлена як учасниця третього підрозділу Loona, Loona yyxy. До підрозділу входять учасниці Ів, Ґо Вон і Хеджу, а їхній мініальбом Beauty & the Beat, випущений 30 травня 2018 року, посів 4 місце в Gaon Album Chart. Чу офіційно дебютувала як частина усієї групи 20 серпня 2018 року з мініальбомом [+ +], який посів 2 місце в чарті Gaon Album.

#### Видалення з Loona
У грудні 2021 року Чу подала заяву до суду на призупинення її ексклюзивного контракту з Blockberry Creative через несправедливі умови, і, як пізніше в березні 2022 року повідомлялося, частково виграла його. Також повідомлялося, що в квітні того ж року вона заснувала власну компанію, генеральним директором якої стала сама.
25 листопада 2022 року Blockberry Creative оголосила на офіційному фан-кафе, що Чу виключили з Loona, посилаючись на «повідомлення про зловживання владою, наприклад образливу мову Чу щодо нашого персоналу». Тоді вона опинилася в колі чуток про зловживання владою, переведення та знущання в її компанії. Blockberry Creative відмовилася надати громадськості докази щодо чуток про зловживання владою і зіткнулася з критикою та скептицизмом з боку шанувальників, а деякі професіонали галузі, які раніше працювали з дівчиною, поставили під сумнів звинувачення проти неї.

### Кар'єра на телебаченні
10 травня 2019 року Чу дебютувала як акторка, зігравши головну роль у веб-дорамі «Клас знайомств» (англ. Dating Class) у ролі Хан Юн Соль. У липні-вересні вона була співведучою другого сезону вар'єте-шоу Insane Quiz Show разом з MJ з Astro та Ільхуном з BtoB. У кожен епізод шоу залучають двох зіркових гостей, які разом з ведучими беруть участь у різноманітних випробуваннях.
У січні 2020 року Чу з'явилася на Чемпіонаті MBC 2020 Lunar New Year Idol Star Championships. Однак MBC була завалена критикою, оскільки виявилося, що співробітник-чоловік тягнув Чу за волосся.
У березні 2020 року Чу брала участь у конкурсі King of Mask Singer у ролі «Spring Girl», персонажа, який був одягнений у весняне вбрання з квітами у волоссі та плоскою паперовою маскою, яка закривала її очі та рот. Вона вибула у другий із двох днів змагань. У грудні вона знялася в Running Girls, шоу каналу Mnet, де п'ять ідолів K-pop утворюють команду з бігу та показників випробують різні бігові траси в Південній Кореї.
У березні 2021 року Чу була постійним коментатором у першому сезоні шоу Steel Troops на каналі Channel A, де вона коментувала дії команд збройних сил Кореї, які змагалися одна з одною. Вона з'явилася як модель для телевізійної реклами напію Pocari Sweat японської компанії Otsuka Pharmaceutical. Вона також з'явилася в теле-рекламі Samsung Galaxy Store у травні 2021 року, південнокорейського курячого бренду Chicken Maru, мобільної RTS-гри Warpath та BC Card. Чу брала участь у документальному реаліті-шоу Law of the Jungle (укр. Закон джунглів) в епізодах під назвою Spring Special in Jeju.

### Музична кар'єра
27 червня 2022 року Чу випустила сингл «Lullaby» з репером B.I у співпраці з лейблом Dingo Music. 11 серпня було оголошено, що 4 вересня дівчина випустить «One and Half», ремейк пісні групи Two Two 1994 року. 16 жовтня того ж року вона випустила ремейк пісні 1999 року «Confession» Пак Хе Кьона, який став музичною темою фільму Ditto 2022 року. 5 грудня 2022 року Чу випустила пісню «Dear My Winter» із південнокорейським R&B-співаком George у рамках серії «Songs for You» від компанії роздрібної торгівлі Lotte Department Store.
23 лютого 2023 року Чу випустила пісню «Let's Love» з Кім Йо Ханом, яка є частиною Project Restless.
У квітні 2023 року Чу підписала ексклюзивний контракт із новоствореною розважальною компанією ATRP. 18 вересня 2023 року ATRP оголосила, що Чу дебютує як сольна виконавиця 18 жовтня з її першим мініальбомом Howl та однойменним головним синглом.

### Інша діяльність
Окрім співу та участі в телевізійних шоу, Чу веде власний YouTube-канал під назвою Chuu Can Do It, де вона, серед іншого, поширює обізнаність про екологічні проблеми та необхідність захисту Землі. У 2021 році Чу організувала Hauteur, веб-серіал, створений у співпраці з вище згаданою Lotte Department Store, щоб допомогти просувати їх компанію серед покоління Z.

## Філантропія
28 грудня 2022 року Чу оголосила через свій YouTube-канал, що всі доходи від товарів, проданих у магазині Jiwoo, були передані Korea Music Power Plant для покращення добробуту музикантів.

## Особисте життя
У лютому 2018 року Чу закінчила Мультихудожню школу Ханлім разом з Кім Ліп, її колегою по групі Loona.

### Звинувачення у шкільному булінгу
На хвилі звинувачень (як правило, хибних) у булінгу проти різних зірок індустрії K-pop, Чу звинуватили у шкільному цькуванні в лютому 2021 року. Однак обвинувач вибачився за неправдиві заяви, оскільки вони були визнані необґрунтованими після того, як Blockberry Creative оголосила, що подасть позов до суду проти обвинувача.

## Дискографія

### Мініальбоми
| Назва | Деталі | Пікові позиції у чартах | Продажі                  |
| Назва | Деталі | KOR                     | Продажі                  |
| ----- | --- | ----------------------- | ------------------------ |
| Howl  | - Реліз: 18 жовтня 2023 - Лейбл: ATRP - Формат: CD, цифрове завантаження, стримінг Список треків 1. «Howl» 2. «Underwater» 3. «My Palace» 4. «Aliens» 5. «Hitchhiker» | 3                       | - Південна Корея: 49,545 |

### Сингли
| Назва                                                                        | Рік  | Пікові позиції у чартах | Альбом               |
| Назва                                                                        | Рік  | KOR                     | Альбом               |
| ---------------------------------------------------------------------------- | ---- | ----------------------- | -------------------- |
| «Lullaby» (кор. 자장가) (з B.I)                                              | 2022 | —                       | Сингли поза альбомом |
| «One and a Half» (일과 이분의 일)                                            | 2022 | 87                      | Сингли поза альбомом |
| «Howl»                                                                       | 2023 | —                       | Howl                 |
| «Chocolate»                                                                  | 2024 | В очікуванні            | Сингл без альбому    |
| «—» позначає реліз, який не потрапив у чарт або не виходив на цій території. |      |                         |                      |

### Промо-сингли
| Назва                                                                               | Рік  | Альбом                                                               |
| ----------------------------------------------------------------------------------- | ---- | -------------------------------------------------------------------- |
| «World Is One 2021» (з Кім Йо Ханом та Еріком Беллінджером)                         | 2021 | Сингли поза альбомом                                                 |
| «Starlight» (з Лі Хьоном, Лі Ґікваном, Joohoney, Хьонджуном та Чон Йон Джу)         | 2021 | Сингли поза альбомом                                                 |
| «Dear My Winter» (з George)                                                         | 2022 | Сингли поза альбомом                                                 |
| «Let's Love» (썸밍아웃) (з Кім Йо Ханом)                                            | 2023 | Project Restless                                                     |
| «Our Nights Are More Beautiful Than Your Days» (우리의 밤은 당신의 낮보다 아름답다) | 2023 | Сингл без альбому                                                    |
| «I Like You» (좋아 좋아)                                                            | 2023 | [THE SEASONS Vol II. 10] ᐸAKMU's Long day Long nightᐳ ReːWake x CHUU |
| «A Beautiful Farewell» (아름다운)                                                   | 2023 | I am Re: Born #1                                                     |

### Саундтреки
| Назва                                                                        | Рік  | Пікові позиції у чартах | Пікові позиції у чартах | Альбом                              |
| Назва                                                                        | Рік  | KOR                     | US World                | Альбом                              |
| ---------------------------------------------------------------------------- | ---- | ----------------------- | ----------------------- | ----------------------------------- |
| «We Wanna Be Adults» (어른이 되고 싶어)                                      | 2015 | —                       | —                       | Princess Pring OST                  |
| «Spring Flower» (봄꽃)                                                       | 2020 | —                       | 5                       | Memorials OST                       |
| «Hello» (좋아서 그래) (з Лі Хьопом)                                          | 2021 | —                       | 25                      | Fling at Convenience Store OST      |
| «Loving U» (좋아서 좋아해)                                                   | 2021 | —                       | —                       | Revolutionary Sisters OST           |
| «Brunch» (브런치)                                                            | 2022 | —                       | —                       | Daily JoJo OST                      |
| «Confession» (고백)                                                          | 2022 | —                       | —                       | Ditto OST                           |
| «Fox Rain» (여우비)                                                          | 2024 | 174                     | —                       | The Moon During the Day Webtoon OST |
| «—» позначає реліз, який не потрапив у чарт або не виходив на цій території. |      |                         |                         |                                     |

### Появи в збірках
| Назва                                                  | Рік  | Альбом                                               |
| ------------------------------------------------------ | ---- | ---------------------------------------------------- |
| «Beautiful Landscape» (아름다운 강산) (з Кім Мі Соном) | 2022 | DNA Singer — Fantastic Family Round 7                |
| «Arari» (아라리) (як Гаиль)                            | 2022 | Life Reset Re-Debut Show — A Star Is Born (Епізод 3) |
| «Back in Time» (시간을 거슬러) (як Гаиль)              | 2022 | Life Reset Re-Debut Show — A Star Is Born (Епізод 3) |

## Відеографія

### Музичні відео
| Назва            | Рік  | Режисер(и)               | Прим.         |
| ---------------- | ---- | ------------------------ | ------------- |
| «World Is One»   | 2021 | Невідомий                | [ 72 ]        |
| «One and a Half» | 2022 | Невідомий                | [ 73 ]        |
| «Underwater»     | 2023 | Ю Сон Кьон (SUNNYVISUAL) | [ 74 ] [ 75 ] |
| «Howl»           | 2023 | Ю Сон Кьон (SUNNYVISUAL) | [ 76 ] [ 75 ] |
| «Hitchhiker»     | 2023 | Ю Сон Кьон (SUNNYVISUAL) | [ 77 ] [ 75 ] |

## Фільмографія

### Телесеріали
| Рік  | Назва          | Роль                       | Нотатки           | Прим.      |
| ---- | -------------- | -------------------------- | ----------------- | ---------- |
| 2017 | Part-Time Idol | Студентка перед агентством | Екстра (Епізод 5) | [джерело?] |

### Веб-серіали
| Рік  | Назва        | Роль        | Нотатки                   | Прим.         |
| ---- | ------------ | ----------- | ------------------------- | ------------- |
| 2019 | Dating Class | Хан Ин Соль | Головний акторський склад | [ 22 ] [ 23 ] |

### Телешоу
| Рік       | Назва                                      | Роль         | Нотатки                                                  | Прим.  |
| --------- | ------------------------------------------ | ------------ | -------------------------------------------------------- | ------ |
| 2020      | Running Girls                              | Акторка      | З Хані, Сонмі, YooA та Чхонха                            | [ 30 ] |
| 2020      | King of Mask Singer                        | Конкурсантка | Як Весняна Дівчина (англ. Spring Girl) (епізоди 247—248) | [ 29 ] |
| 2021      | Steel Troops                               | Коментатор   | Сезон 1                                                  | [ 31 ] |
| 2021      | Law of the Jungle — Spring Special in Jeju | Акторка      | Епізоди 446—448                                          | [ 37 ] |
| 2021      | Family Register Mate                       | Співведуча   |                                                          | [ 78 ] |
| 2021      | Wild Idol                                  | Коментатор   |                                                          | [ 79 ] |
| 2022      | Mystery Duet                               | Коментатор   |                                                          | [ 80 ] |
| 2022      | Stage Up                                   | Ведуча       |                                                          | [ 81 ] |
| 2022      | The Dreamers                               | Ведуча       | З Ха Сок Чжіном, Чан Дон Соном та Кім Юн Хі              | [ 82 ] |
| 2022–2023 | Mr. Trot                                   | Майстер      | Сезон 2                                                  | [ 83 ] |

### Веб-шоу
| Рік          | Назва                         | Роль       | Нотатки                                 | Прим.         |
| ------------ | ----------------------------- | ---------- | --------------------------------------- | ------------- |
| 2019         | Insane Quiz Show Season 2     | Співведуча | З MJ та Ільхуном                        | [ 24 ] [ 25 ] |
| 2020—дотепер | Chuu Can Do It                | Ведуча     | Виробництво DIA TV                      | [ 84 ]        |
| 2022         | Terrace On                    | Ведуча     | З Іхтиком та Лі Вон Ілєм                | [ 85 ]        |
| 2022         | If you like it, it will ring! | Ведуча     | З Джінйоном, Лі Ин Джі та Хон Сок Чоном | [ 86 ]        |

## Концертні тури

### Howl у США
| Дата           | Місто        | Країна | Місце проведення        | Прим.  |
| -------------- | ------------ | ------ | ----------------------- | ------ |
| 3 грудня 2023  | Лос-Анджелес | США    | Театр Орфей             | [ 87 ] |
| 5 грудня 2023  | Окленд       | США    | Paramount Theatre       | [ 87 ] |
| 7 грудня 2023  | Денвер       | США    | Fillmore Auditorium     | [ 87 ] |
| 11 грудня 2023 | Вашингтон    | США    | MGM National Harbor     | [ 87 ] |
| 13 грудня 2023 | Нью-Йорк     | США    | Kings Theatre           | [ 87 ] |
| 15 грудня 2023 | Атланта      | США    | Coca-Cola Roxy          | [ 87 ] |
| 17 грудня 2023 | Даллас       | США    | Music Hall at Fair Park | [ 87 ] |

## Нагороди та номінації
| Церемонія нагородження                | Рік  | Категорія                                    | Номінант/Праця               | Результат | Прим.  |
| ------------------------------------- | ---- | -------------------------------------------- | ---------------------------- | --------- | ------ |
| APAN Music Awards                     | 2020 | Ідол-чемпіон розважальної програми — Жінка   | Чу                           | Перемога  | [ 88 ] |
| Блакитний дракон (телевізійна премія) | 2023 | Найкраща нова учасниця розважальної програми | Love Alarm Clap! Clap! Clap! | Номінація | [ 89 ] |
| Brand of the Year Awards              | 2021 | Розважальний ідол року (Жінка)               | Чу                           | Номінація | [ 90 ] |

## Нотатки
1. ↑  «Lullaby» не увійшов до Gaon Digital Chart, але зайняв 81 і 103 місце у Gaon Download Chart та BGM Chart відповідно[53][54].
2. ↑  «Howl» не увійшов до Gaon Digital Chart, але зайняв 30 місце у Gaon Download Chart[55].
3. ↑  Як Кім Джі У.
4. ↑  «Spring Flower» не увійшов до Gaon Digital Chart, але зайняв 114 місце у BGM Chart[61].
5. ↑  «Hello» не увійшов до Gaon Digital Chart, але зайняв 112 та 179 місце у Gaon Download Chart та BGM Chart відповідно[63][64].
6. ↑  «Loving U» не увійшов до Gaon Digital Chart, але зайняв 108 та 163 місце у Gaon Download Chart та BGM Chart відповідно[66][67].
7. ↑  «Brunch» не увійшов до Circle Digital Chart, але зайняв 143 місце у Circle Download Chart[69].
8. ↑  «Confession» не увійшов до Gaon Digital Chart, але зайняв 43 та 49 місце у Gaon Download Chart та BGM Chart відповідно[70][71].